# 9月27日
9月27日（くがつにじゅうしちにち）は、グレゴリオ暦で年始から270日目（閏年では271日目）にあたり、年末まであと95日である。

## できごと

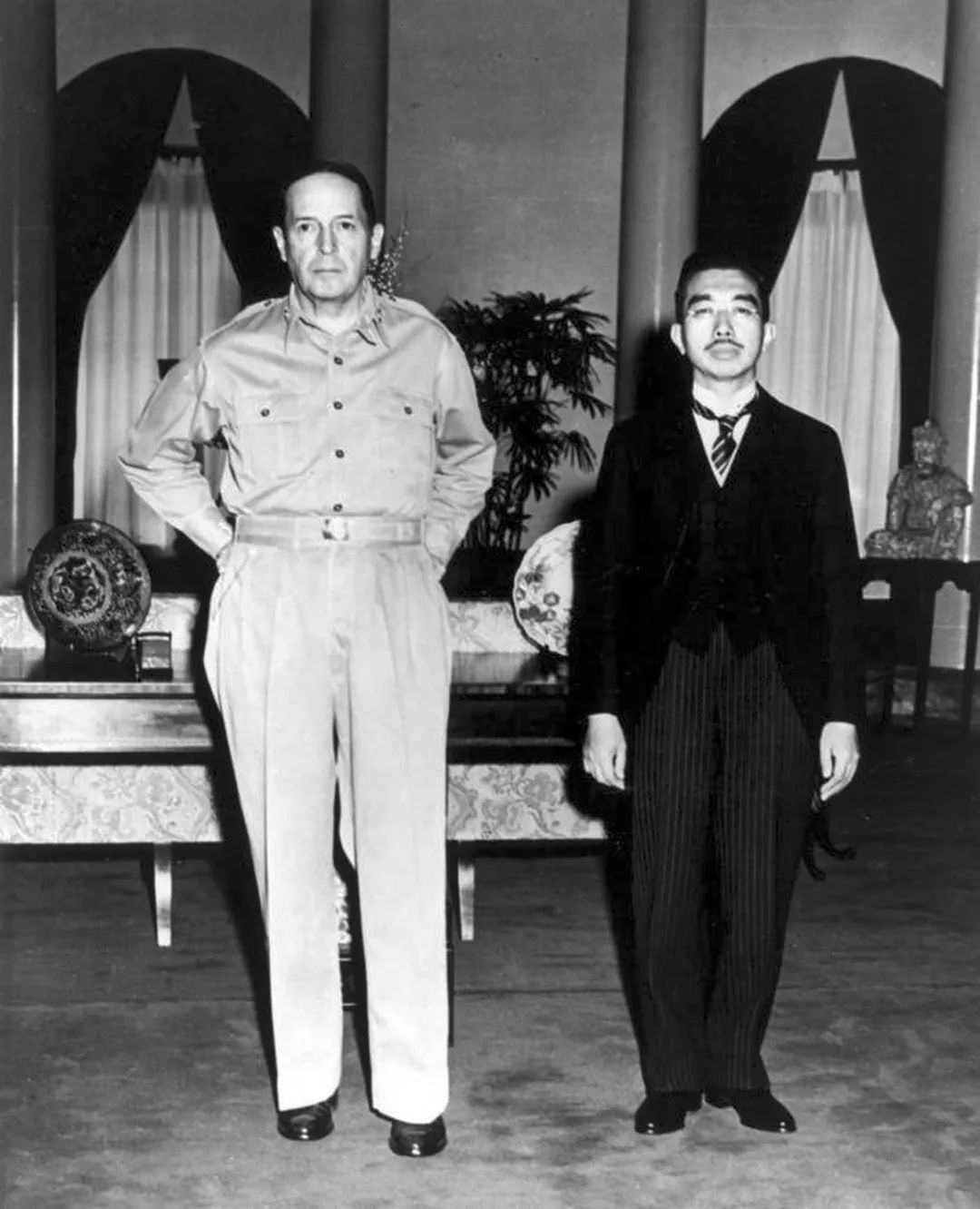
昭和天皇とマッカーサーの会見(1945)

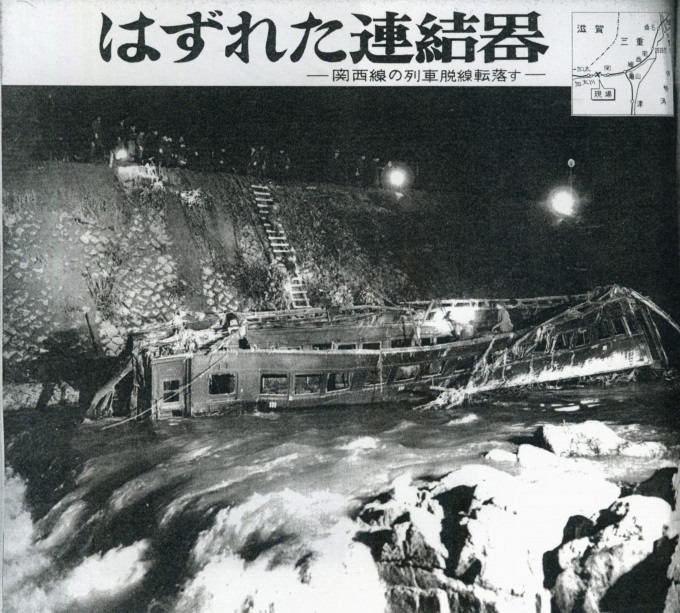
関西本線列車脱線水没事故(1956)

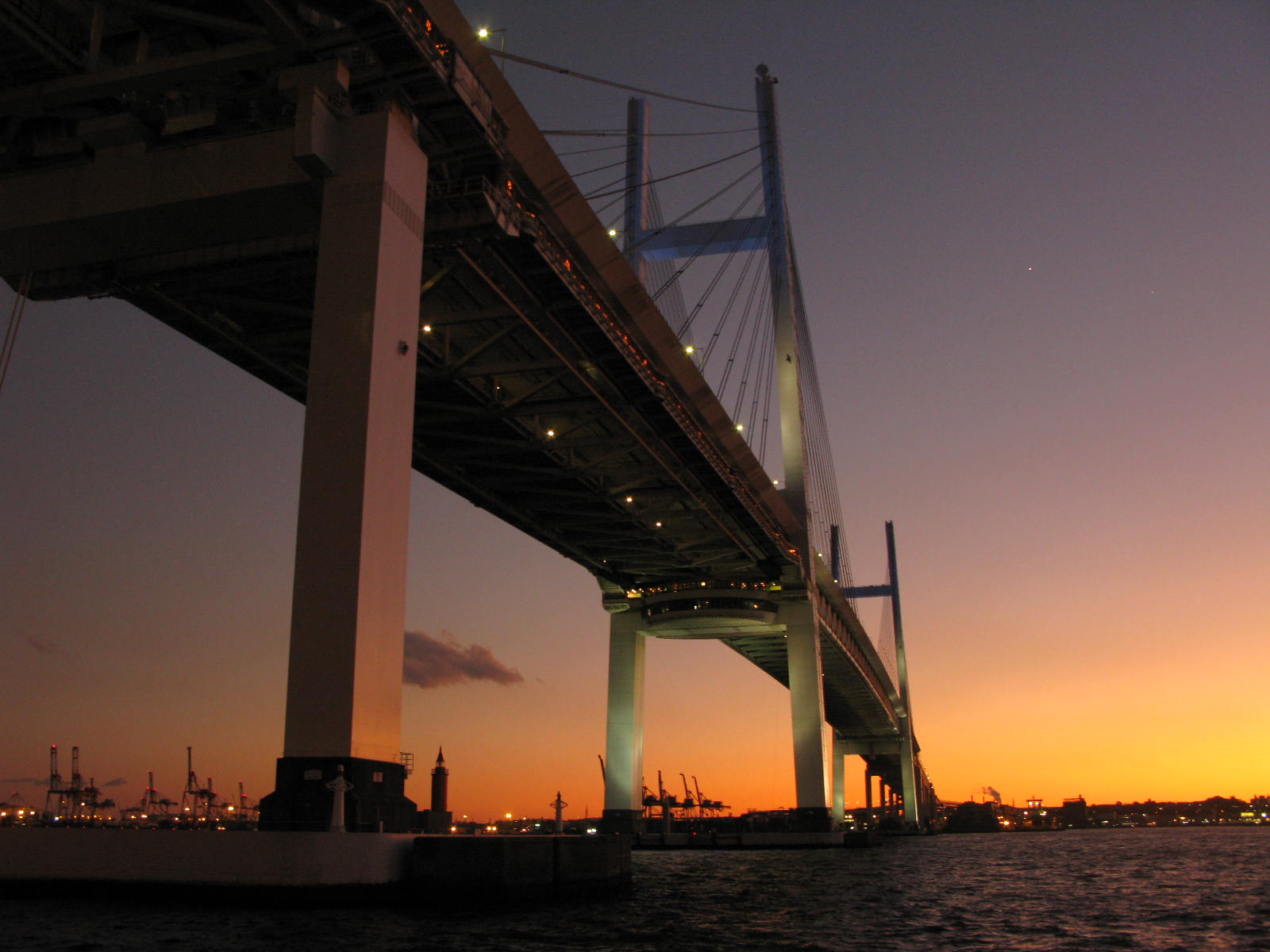
横浜ベイブリッジ開通(1989)

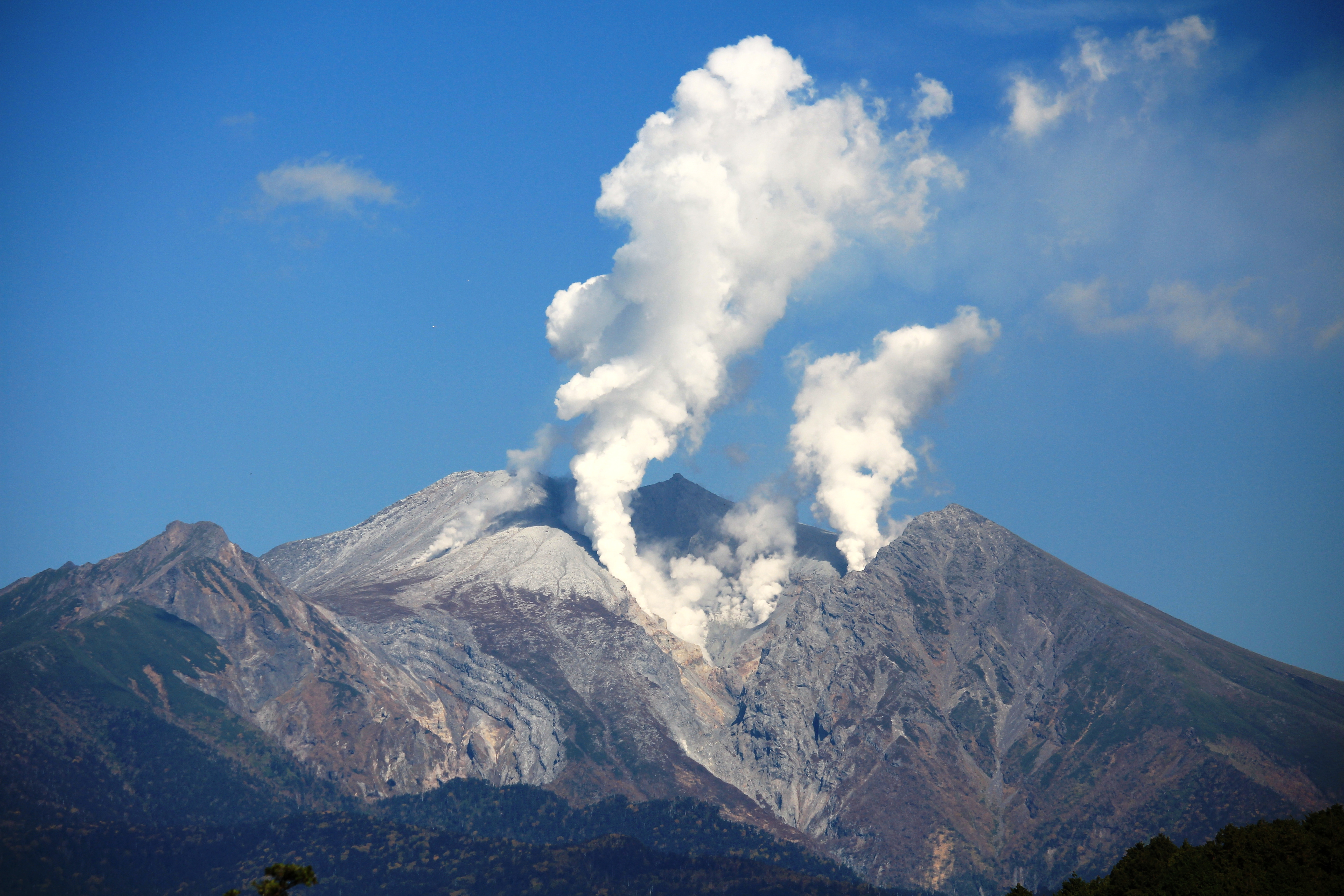
御嶽山噴火(2014)。58名が犠牲となった戦後最悪の火山災害

- 1275年（建治元年9月7日） - 元寇: 元使の杜世忠ら5名が竜口で斬首される。元寇の直接の開戦事由。
- 1312年 - ブラバント公国における事実上の憲法であるコルテンベルク憲章（英語版）が、ブラバント公ジャン2世により署名される。
- 1331年 - プウォフツェの戦いがヴワディスワフ1世率いるポーランド王国とドイツ騎士団との間で行われる。
- 1422年 - ドイツ騎士団とポーランド・リトアニア間でゴルブ戦争（英語版）を終結させるメルノ条約（英語版）が結ばる。
- 1540年 - イエズス会がローマ教皇パウルス3世から修道会として正式に認可をうける[1]。
- 1590年 - ローマ教皇ウルバヌス7世が即位からわずか13日で死去。史上最短の在位期間。
- 1597年（慶長2年8月16日） - 慶長の役・黄石山城の戦い：朝鮮軍が籠城する黄石山城を日本軍が攻略する。
- 1605年（ユリウス暦9月17日） - ポーランド・スウェーデン戦争（英語版）: キルコルムの戦い（英語版）
- 1669年 - クレタ戦争（英語版） カンディア包囲戦（英語版）: 1648年に始まったオスマン帝国軍によるカンディア王都の包囲戦が、オスマン帝国の勝利で終わる。
- 1777年 - アメリカ独立戦争: 前日に首都フィラデルフィアが英軍のウィリアム・ハウに占領されたため、首都をランカスターに移動。翌日、ヨークに再移動。
- 1791年 - アドリアン・デュポール（フランス語版）の提案により国民議会がユダヤ人の解放を採択。
- 1810年 - 半島戦争 ブサクの戦い（英語版）: ウェリントン卿率いるイギリス・ポルトガル連合軍がフランス軍を撃退した。
- 1821年 - スペインがメキシコの独立を承認。
- 1822年 - ジャン＝フランソワ・シャンポリオンがロゼッタ・ストーンの解読に成功したと発表。
- 1825年 - イギリスのストックトン・アンド・ダーリントン鉄道が世界で最初の蒸気機関車を牽引に使用した公共用鉄道として開業。
- 1854年 - アメリカ船籍の蒸気船アークティック（英語版）が大西洋上で沈没、およそ315人が死亡[2]。
- 1884年 - ハンガリー国立歌劇場が一般公開される。
- 1903年 - Old 97の事故が発生する。
- 1905年 - アルベルト・アインシュタインによる、E=mc²の式が記載された特殊相対性理論の第2論文『物体の慣性はその物体のエネルギーに依存するか?』が科学雑誌『Annalen der Physik』に掲載される。
- 1908年 - フォード・モーターのピケット工場でT型フォードの第1号車が製造される[3]。
- 1916年 - エチオピア皇帝イヤス5世がその政策を問題視した首都の正教会の大主教の発議により、エチオピア正教会からの破門と共に戴冠式を行わないまま退位させられ幽閉される。帝位はザウディトゥへ継承されることに。
- 1917年 - 栃木県出身の渡辺はまが、日本女性で初めて自動車免許を取得[4]。後に9月27日は、女性ドライバーの日となった。
- 1922年 - 1920年に復位したギリシャ王コンスタンティノス1世が軍隊のクーデターにより王位を追われる。
- 1925年 - 日本初の地下鉄・銀座線（上野 - 浅草間2.2 km）の起工式（世界で14番目）。
- 1928年 - アメリカ合衆国が中華民国南京国民政府を承認。
- 1930年 - ボビー・ジョーンズが史上初めてゴルフのグランドスラムを達成。
- 1937年 - バリトラの最後の1頭が射殺され、絶滅。
- 1938年 - クルーズ客船「クィーン・エリザベス号」がグラスゴーで進水。
- 1939年 - 第二次世界大戦: ナチス・ドイツが政治警察を統合して国家保安本部を設立。
- 1940年 - 第二次世界大戦: 日独伊三国同盟締結。
- 1945年 - ダグラス・マッカーサー元帥が昭和天皇と会見。
- 1946年 - 日本で労働関係調整法公布される。
- 1949年 - 中華人民共和国の国旗が制定[5]。
- 1950年 - 伊藤律会見報道事件。朝日新聞が潜伏中の日本共産党幹部・伊藤律との会見に成功したと報道するが、後に捏造記事と発覚。
- 1954年 - NBCでザ・トゥナイト・ショーが放映開始。
- 1956年 - 関西本線列車脱線水没事故: 関西本線関 - 加太間で列車が土砂崩れに巻き込まれ客車1両が川に転落。
- 1956年 - X-2が13回目の飛行を行い搭乗していたMilburn G. Apt（ミルバーンアプト）が2,178マイル毎時（マッハ3.3）を記録する。しかし帰途に操縦不能となり、機体から脱出カプセルは分離したものの、アプトはカプセルからの脱出が間に合わずに死亡。
- 1957年 - 国鉄が小田急3000形電車（SE）を借用して東海道本線で高速度試験を実施し、145 km/hの当時の狭軌世界記録を達成。
- 1961年 - 前日に全会一致で採択された国際連合安全保障理事会決議165に従ってシエラレオネが国連に加盟。
- 1964年 - ウォーレン委員会がケネディ大統領暗殺事件の報告書を公表。
- 1964年 - BAC TSR-2が初飛行をする。
- 1964年 - 福井県坂井市三国町に東尋坊タワーが竣工[6]。
- 1971年 - 昭和天皇・皇后がヨーロッパ7か国訪問に出発。天皇の外国訪問は史上初。
- 1977年 - 横浜米軍機墜落事件: 横浜市の住宅地にアメリカ海兵隊の戦術偵察機RF-4Bが墜落、9人死傷。
- 1977年 - 日本航空クアラルンプール墜落事故。
- 1981年 - フランスの高速鉄道TGVの初の営業路線・LGV南東線が開業。
- 1983年 - リチャード・ストールマンがGNUプロジェクトの創設を発表。
- 1985年 - ニコライ・ルイシコフがソ連閣僚会議議長（首相）に就任。
- 1988年 - ビルマでアウンサンスーチーらが国民民主連盟を結党。
- 1989年 - 横浜ベイブリッジ開通。
- 1989年 - ソニーがアメリカのコロンビア ピクチャーズを買収。
- 1991年 - 台風19号が佐世保市に上陸。
- 1993年 - スフミ虐殺がアブハジアで行われる。
- 1996年 - アフガニスタン紛争: ターリバーンがアフガニスタンの首都カーブルを占領。
- 1997年 - アメリカの火星探査機「マーズ・パスファインダー」が、当初計画の3倍稼働したのちに通信が途絶[7]。
- 1998年 - 大手検索サイトGoogleは、例年この日この年を「Googleの誕生日」としている（法人設立は9月4日）。
- 2002年 - 5月23日に無投票採択された国際連合安全保障理事会決議1414に従って東ティモールが国連に加盟。
- 2003年 - 欧州宇宙機関の月探査機「スマート1」がフランス領ギアナのクールー宇宙センターから打ち上げ。月周回軌道に入った欧州初の探査機になった[8]。
- 2004年 - 大阪近鉄バファローズがこの日のオリックス・ブルーウェーブ戦を持って一軍の公式戦全日程を終了。事実上、この試合を最後に55年間の歴史に幕を閉じる。
- 2007年 - ミャンマーのヤンゴンで、抗議デモの鎮圧を撮影中の日本人カメラマン長井健司がミャンマー軍兵士に至近距離から銃撃され死亡。
- 2007年 - NASAが、準惑星ケレスおよび小惑星ベスタを目標とした初の惑星間宇宙船ドーンを打ち上げる[9]。
- 2008年 - 中華人民共和国の宇宙船「神舟7号」の乗組員翟志剛が中国人初の宇宙遊泳を行う[10]。
- 2014年 - 長野県と岐阜県の県境に位置する御嶽山が噴火[11][12]。（2014年の御嶽山噴火）
- 2017年 - LIGOとVirgoの共同チームが重力波GW170814のシグナルの検出を発表。
- 2020年 - 2020年ナゴルノ・カラバフ紛争が開始。
- 2022年 - 故安倍晋三国葬儀が執り行われる。
- 2024年 - 石破茂が岸田文雄に代わる自由民主党総裁に選出される。

## 誕生日

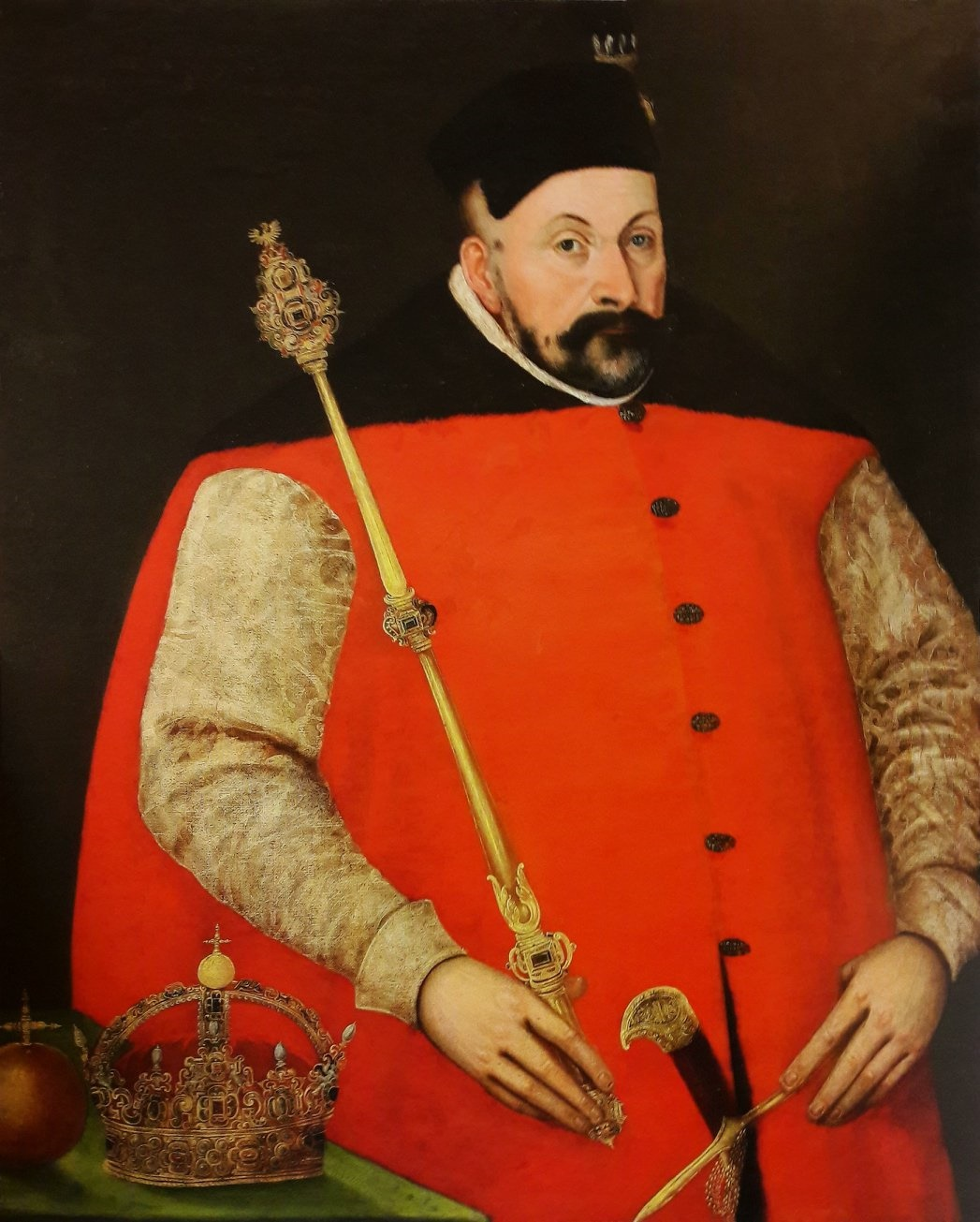
ポーランド王ステファン・バートリ(1533-1586)誕生。

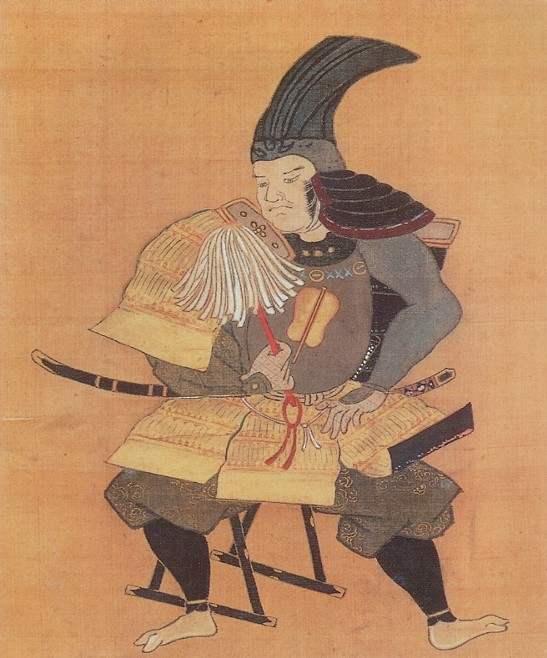
豊臣秀吉の軍師、竹中半兵衛こと竹中重治(1544-1579)誕生。

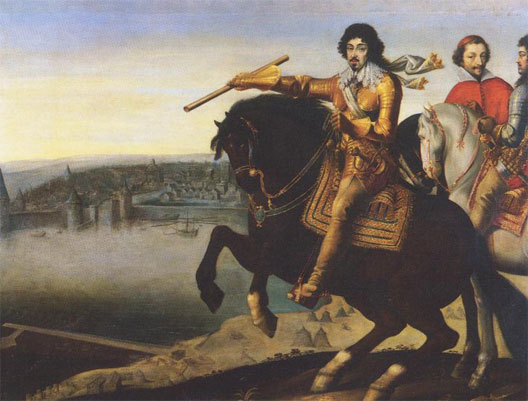
ブルボン朝第2代フランス国王ルイ13世(左)(1601-1643)誕生。

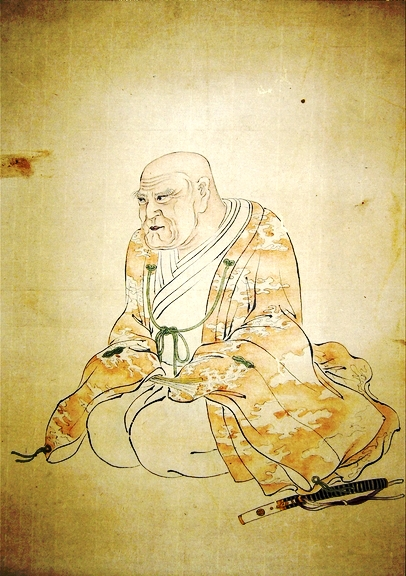
江戸町奉行、大目付を務めた遠山景元(1793-1855)誕生。『遠山の金さん』および『江戸を斬る』の主人公のモデルになった。

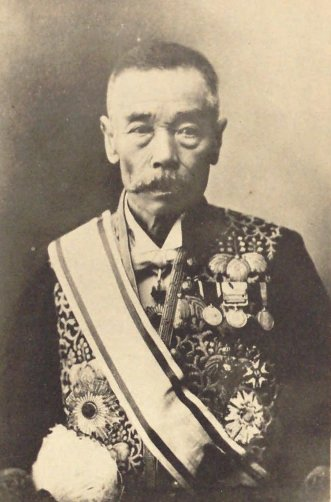
博物学者、田中芳男(1838-1916)誕生。上野動物園、東京国立博物館などを創設した。

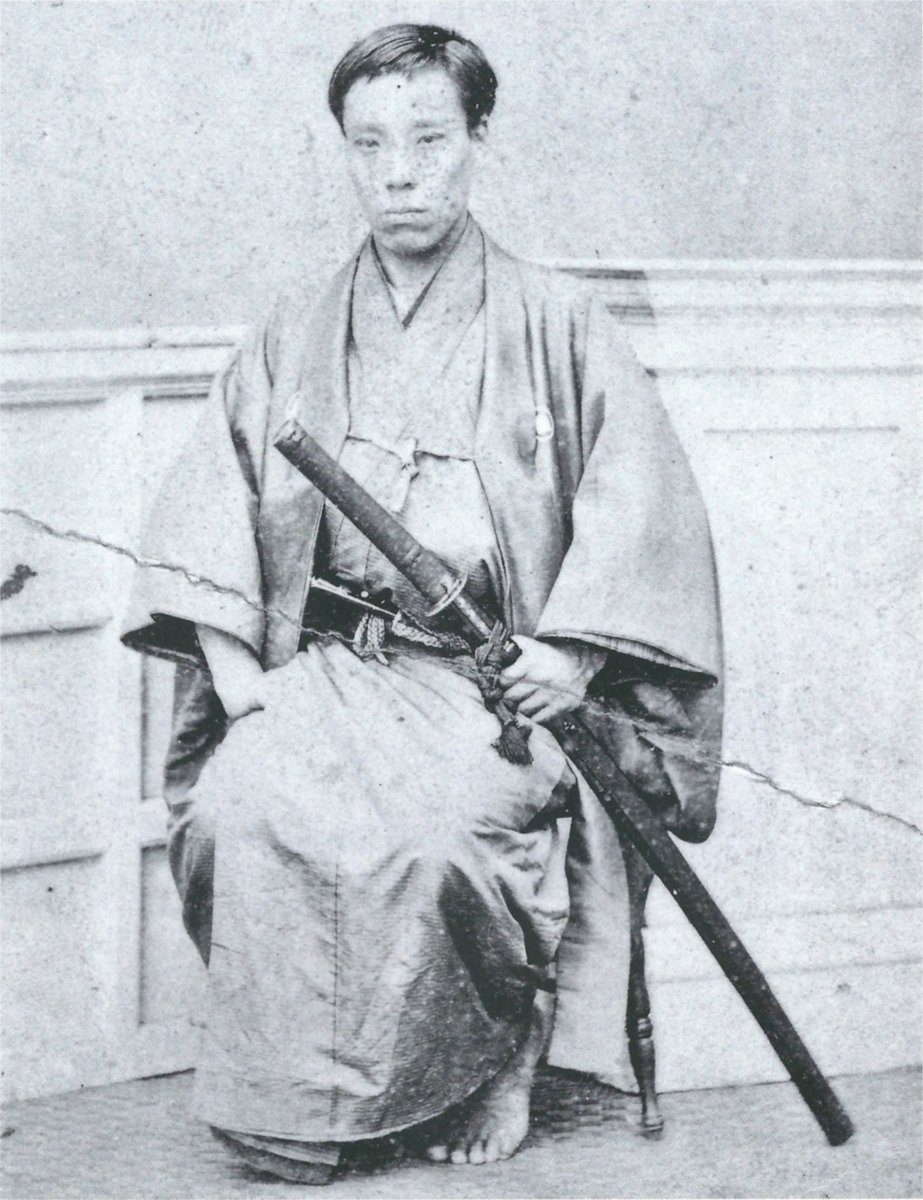
長州藩を倒幕へと牽引した志士、高杉晋作(1839-1867)誕生。

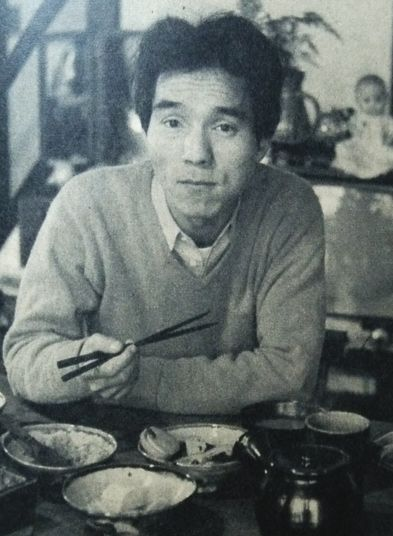
昭和の俳優宇野重吉(1914-1988)誕生。

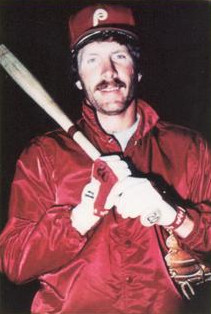
大リーグ屈指の三塁手、フィラデルフィア・フィリーズのマイク・シュミット(1949-)誕生。

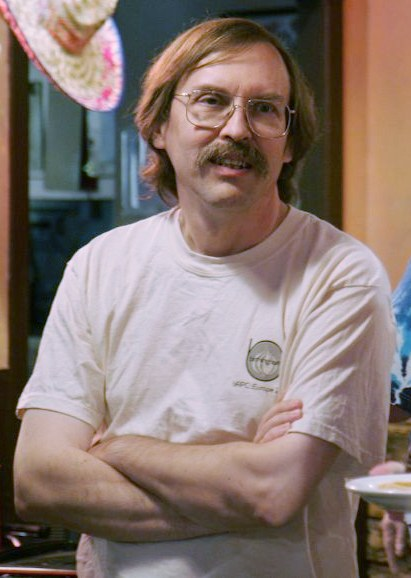
プログラミング言語Perlを開発したアメリカのプログラマ、ラリー・ウォール(1954-)誕生。

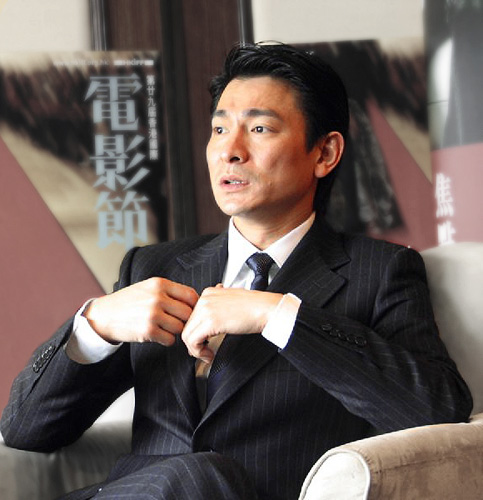
香港映画四大天王の1人、アンディ・ラウ（劉徳華）(1961-)誕生。

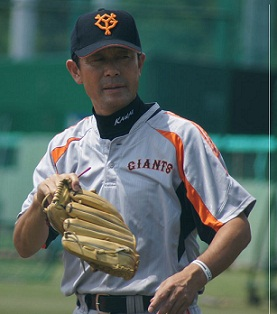
犠牲バント通算533本のギネス記録を持つ、川相昌弘(1964-)誕生。

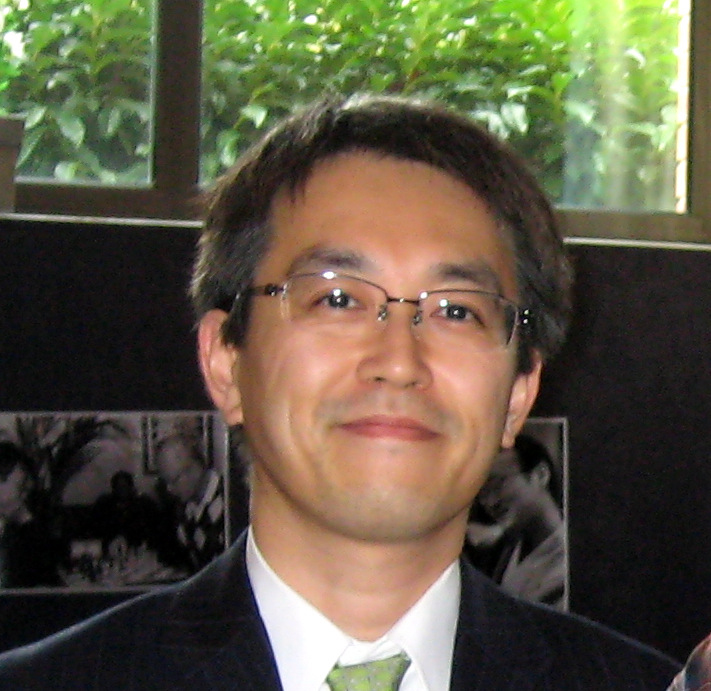
史上初の全冠制覇を成し遂げた将棋棋士、羽生善治(1970-)誕生。

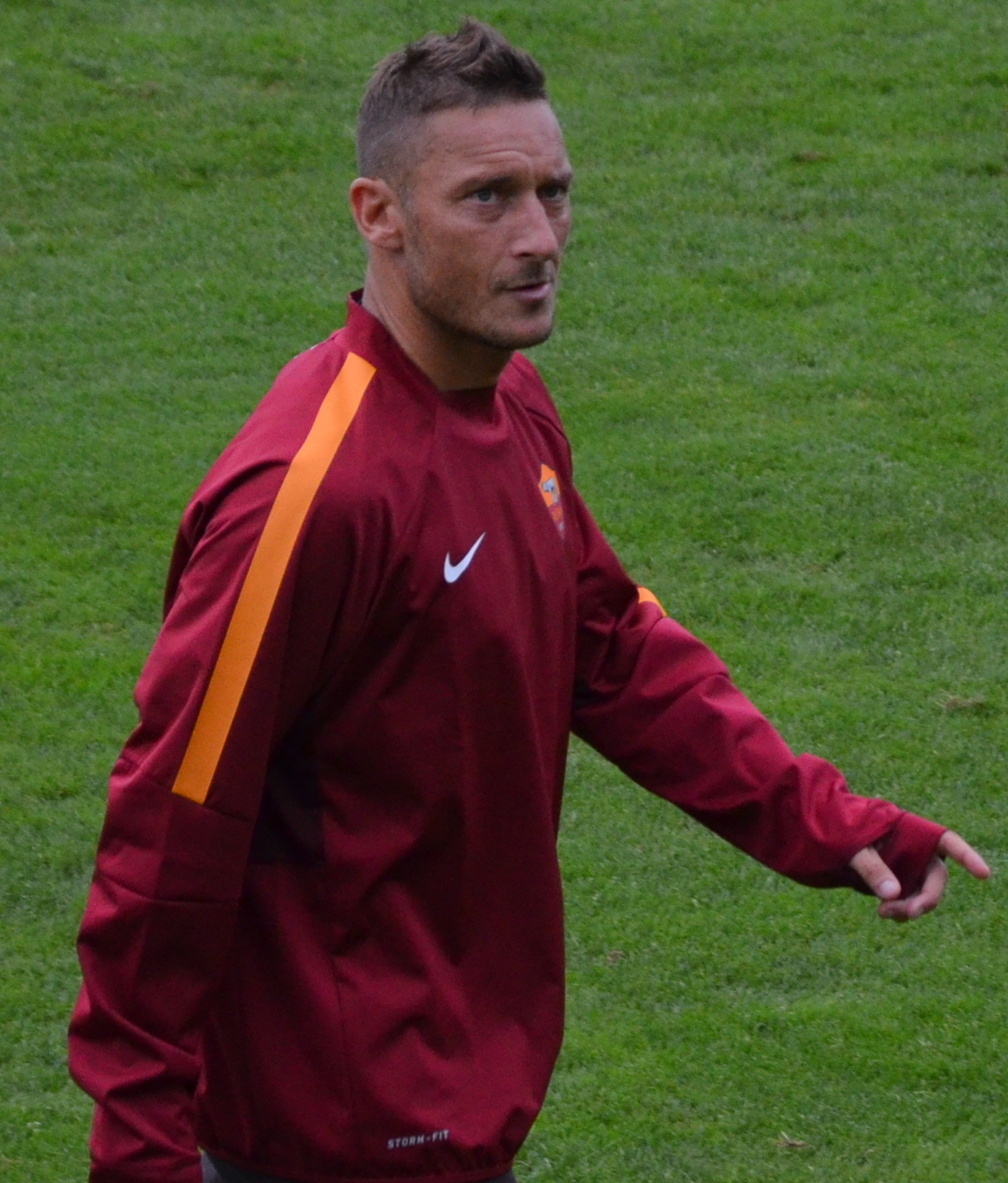
2006 FIFAワールドカップ優勝メンバーフランチェスコ・トッティ(1964-)誕生。約25年間に亘りセリエAのASローマ一筋でプレーした。

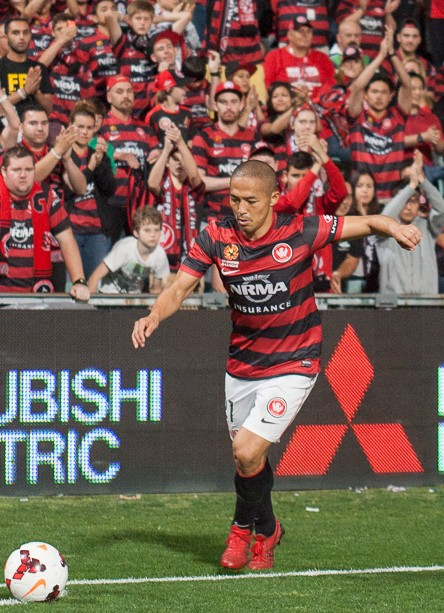
元サッカー日本代表小野伸二(1979-)誕生。

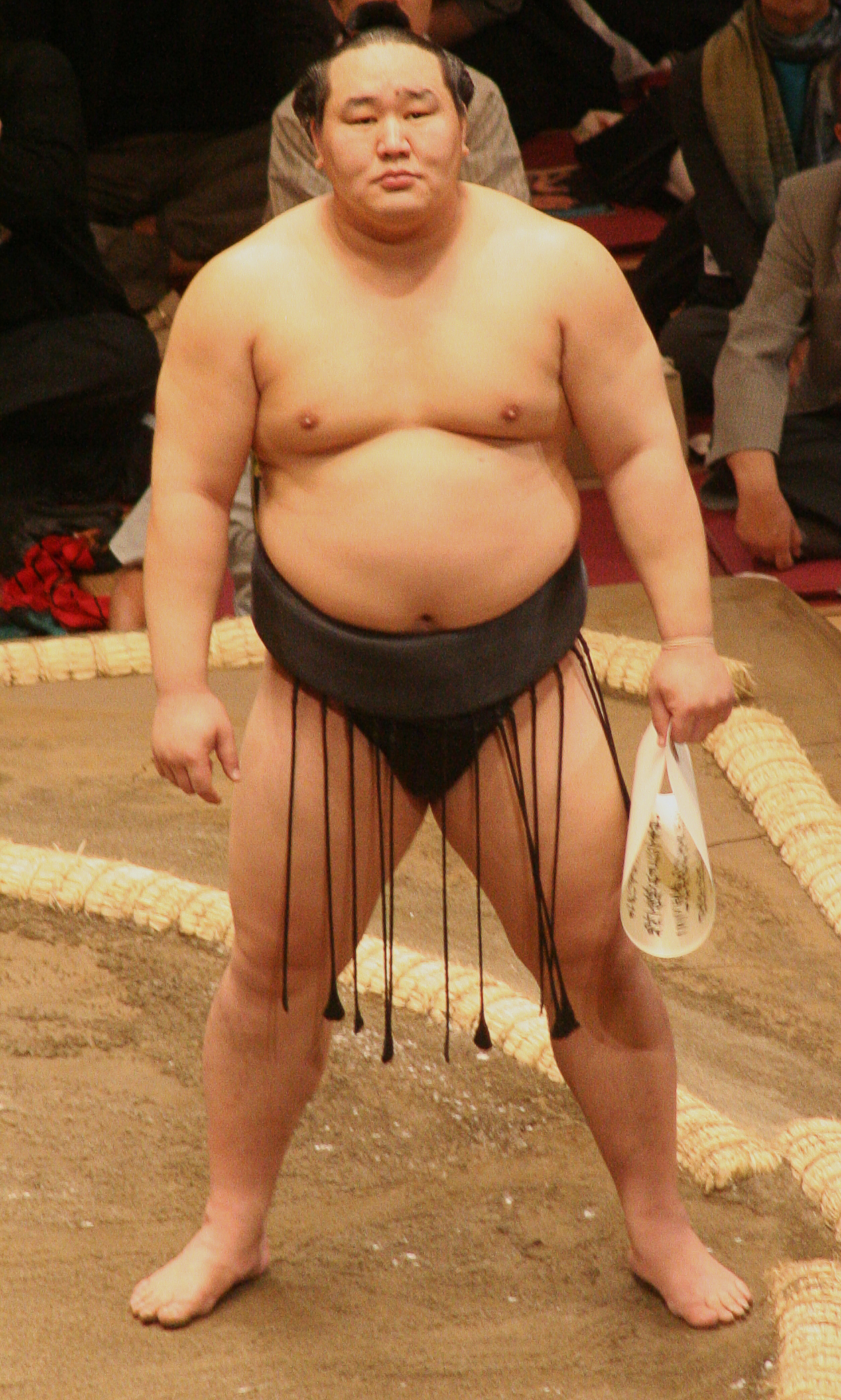
大相撲第68代横綱朝青龍明徳ことドルゴルスレンギーン・ダグワドルジ(1980-)誕生。

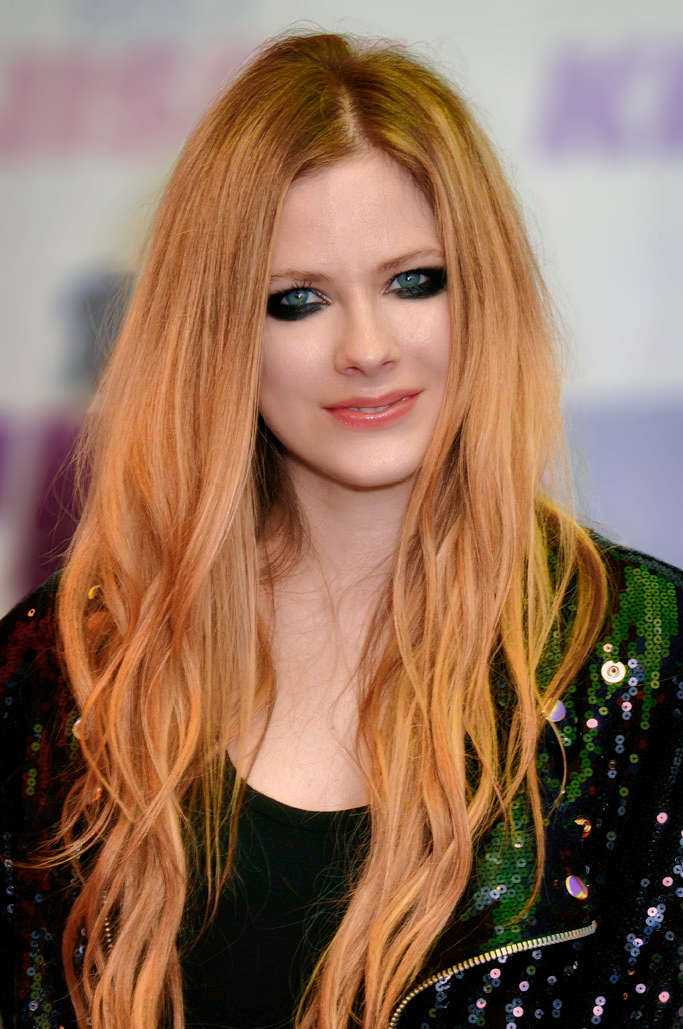
カナダのシンガーソングライター、アヴリル・ラヴィーン(1984-)誕生。

- 825/830年 - エルマントルド・ドルレアン、シャルル2世（禿頭王）の最初の妃（+ 869年）
- 1271年 - ヴァーツラフ2世、ボヘミア王（+ 1305年）
- 1275年 - ジャン2世、ブラバント公（+ 1312年）
- 1300年 - アドルフ、ライン宮中伯（+ 1327年）
- 1389年 - コジモ・デ・メディチ、銀行家（+ 1464年）
- 1442年 - ジョン・ド・ラ・ポール、第2代サフォーク公（+ 1491/1492年）
- 1496年 - ヒエロニムス・アスキ（英語版）、外交官（+ 1542年）
- 1507年 - ギヨーム・ロンドレ、医師（+ 1566年）
- 1533年 - ステファン・バートリ、ポーランド王（+ 1586年）
- 1544年（天文13年9月11日） - 竹中重治、武将（+ 1579年）
- 1552年 - フラミニオ・スカラ（英語版）、舞台俳優、劇作家（+ 1624年）
- 1601年 - ルイ13世、フランス王（+ 1643年）
- 1627年 - ジャック＝ベニーニュ・ボシュエ、司教（+ 1704年）
- 1643年 - ソロモン・ストッダード（英語版）、牧師（+ 1729年）
- 1657年 - ソフィア・アレクセーエヴナ、イヴァン5世・ピョートル1世の摂政（+ 1704年）
- 1659年（万治2年8月11日） - 黒田綱政、第4代福岡藩主（+ 1711年）
- 1696年 - アルフォンソ・デ・リゴリ、カトリック教会の司教（+ 1787年）
- 1717年（享保2年8月23日） - 浅野宗恒、第6代広島藩主（+ 1788年）
- 1719年 - アブラハム・ゴッテルフ・ケストナー（英語版）、数学者（+ 1800年）
- 1722年 - サミュエル・アダムズ、政治家・第4代マサチューセッツ州知事（+ 1803年）
- 1729年 - ミヒャエル・デニス（英語版）、カトリック司祭、詩人、鱗翅学者（+ 1800年）
- 1761年（宝暦11年8月29日） - 戸田忠翰、第2代宇都宮藩主（+ 1823年）
- 1765年 - アントワーヌ＝フィリップ・ド・ラ・トレモイユ、軍人（+ 1794年）
- 1772年 - マーサ・ワシントン・ジェファーソン、アメリカ合衆国のファーストレディ（+ 1836年）
- 1772年 - ジョージ・クルックシャンク、風刺画家、挿絵画家（+ 1878年）
- 1783年 - アグスティン・デ・イトゥルビデ、メキシコ帝国の皇帝（アグスティン1世）（+ 1824年）
- 1793年（寛政5年8月23日） - 遠山景元、江戸町奉行、大目付、「遠山の金さん」のモデル（+ 1855年）
- 1793年（寛政5年8月23日） - 徳川斉朝、第10代尾張藩主（+ 1850年）
- 1803年 - サミュエル・デュポン、海軍軍人（+ 1865年）
- 1805年 - ジョージ・ミュラー、宣教師（+ 1898年）
- 1818年 - ヘルマン・コルベ、化学者（+ 1884年）
- 1821年 - アンリ・フレデリック・アミエル、哲学者、詩人（+ 1881年）
- 1824年 - ウィリアム・ネルソン（英語版）、海軍軍人（+ 1862年）
- 1826年 - アルマン・ダヴィド、ジャイアントパンダの存在をヨーロッパに報じた人物（+ 1900年）
- 1830年 - ウィリアム・ヘイズン、軍人（+ 1887年）
- 1838年（天保9年8月9日） - 田中芳男、博物学者（+ 1916年）
- 1838年 - ローレンス・S・ロス、テキサス州知事（+ 1898年）
- 1839年（天保10年8月20日） - 高杉晋作、幕末の志士（+ 1867年）
- 1840年 - アルフレッド・セイヤー・マハン、アメリカ海軍の少将（+ 1914年）
- 1840年 - トーマス・ナスト、漫画家（+ 1902年）
- 1842年 - アルフォンス・ルナール、地質学者、岩石学者（+ 1903年）
- 1843年 - ガストン・タリー、数学者（+ 1913年）
- 1853年 - 真野観我、大日本帝国海軍軍人（+ 1920年）
- 1856年 - カール・ペータース、探検家（+ 1918年）
- 1856年 - ルイ＝オーギュスト・ジラルド、画家（+ 1933年）
- 1864年 - アンドレイ・フリンカ、カトリック聖職者（+ 1938年）
- 1871年 - グラツィア・デレッダ、小説家（+ 1936年）
- 1875年 - クレオ・ド・メロード、バレリーナ（+ 1966年）
- 1876年 - ジェームズ・フランシス・アボット、お雇い外国人、動物学者（+ 1926年）
- 1879年 - ハンス・ハーン、数学者（+ 1934年）
- 1879年 - フレデリック・シュール、ハードラー（+ 1962年）
- 1879年 - シリル・スコット、詩人（+ 1970年）
- 1880年 - ジャック・ティボー、ヴァイオリニスト（+ 1953年）
- 1882年 - エリー・ナイ、ピアニスト（+ 1968年）
- 1885年 - ハリー・ブラックストーン・シニア（英語版）、マジシャン（+ 1965年）
- 1885年 - チャールズ・ベンジャミン・ハワード（英語版）、政治家（+ 1964年）
- 1886年 - ルシアン・ゴーディン（英語版）、フェンシング選手、五輪金メダリスト（+ 1934年）
- 1894年 - ロタール・フォン・リヒトホーフェン、ドイツ空軍のパイロット（+ 1922年）
- 1898年 - ヴィンセント・ユーマンス、作曲家（+ 1946年）
- 1900年 - 戸坂潤、哲学者（+ 1945年）
- 1901年 - イヴァン・ミルティノヴィッチ（英語版）、軍人、パルチザン将軍（+ 1944年）
- 1902年 - 半谷三郎、詩人（+ 1944年）
- 1904年 - エドヴァルド・コベック（英語版）、詩人、エッセイスト（+ 1981年）
- 1905年 - エルンスト・バイアー、フィギュアスケート選手（+ 2001年）
- 1906年 - ウィリアム・エンプソン、詩人（+ 1984年）
- 1906年 - ジム・トンプスン、作家（+ 1977年）
- 1907年 - バーナード・マイルズ（英語版）、性格俳優、作家、監督（+ 1991年）
- 1907年 - バガト・シン、革命家（+ 1931年）※9月28日説あり
- 1907年 - フランシス・アンブリエール、作家（+ 1998年）
- 1907年 - 張充仁（英語版）、彫刻家（+ 1998年）
- 1913年 - アルバート・エリス、心理学者（+ 2007年）
- 1914年 - 宇野重吉、俳優（+ 1988年）
- 1914年 - 名寄岩静男、元大相撲力士（+ 1971年）
- 1916年 - S・イザー（英語版）、作家、政治家（+ 2006年）
- 1917年 - ルイス・オーキンクロス（英語版）、弁護士、作家（+ 2010年）
- 1917年 - ベンジャミン・A・ルービン、微生物学者（+ 2010年）
- 1918年 - マーティン・ライル、天文学者（+ 1984年）
- 1918年 - マルコム・シェパード、第2代シェパード男爵（+ 2001年）
- 1919年 - ジェームズ・H・ウィルキンソン、数学者、計算機科学者（+ 1986年）
- 1919年 - チャールズ・パーシー、軍人（+ 2011年）
- 1919年 - ジョニー・ペスキー、野球選手（+ 2012年）
- 1919年 - ジェーン・メドウズ（英語版）、女優（+ 2015年）
- 1920年 - ウィリアム・コンラッド、俳優（+ 1994年）
- 1921年 - ヤンチョー・ミクローシュ、映画監督（+ 2014年）
- 1921年 - バーナード・ウェーバー、児童文学作家（+ 2013年）
- 1922年 - アーサー・ペン、映画監督（+ 2010年）
- 1924年 - バド・パウエル、ジャズピアニスト（+ 1966年）
- 1924年 - 五十嵐豊一、将棋棋士（+ 2008年）
- 1924年 - ヨゼフ・シュクヴォレッキー（英語版）、作家（+ 2012年）
- 1924年 - フレッド・シンガー（英語版）、物理学者（+ 2020年）
- 1925年 - ロバート・G・エドワーズ、生理学者（+ 2013年）
- 1925年 - ジョージ・グラディール（英語版）、作家（+ 2013年）
- 1926年 - 清元延寿太夫 (6代目)、三味線奏者、浄瑠璃太夫（+ 1987年）
- 1927年 - クリソストモス1世（英語版）、キプロス大司教（英語版）（+ 2007年）
- 1927年 - ロマーノ・スカルパ（英語版）、ディズニークリエーター（+ 2005年）
- 1927年 - サダ・トンプソン（英語版）、女優（+ 2011年）
- 1928年 - 芳の里淳三、元大相撲力士、プロレスラー（+ 1999年）
- 1929年 - ブルーノ・ユンク、陸上競技選手（+ 1995年）
- 1929年 - バーバラ・マレー（英語版）、女優（+ 2014年）
- 1930年 - 三宅和助、元外交官（+ 2004年）
- 1930年 - イーゴリ・キプニス、チェンバロ奏者、ピアニスト（+ 2002年）
- 1930年 - アラン・シュガート、コンピュータ工学者（+ 2006年）
- 1930年 - フランソワーズ・ゼナキス（英語版）、小説家、ジャーナリスト（+ 2018年）
- 1931年 - フレディ・クイン（英語版）、歌手、俳優
- 1932年 - 堀内實三、経営者、元甲府宝塚劇場代表取締役社長
- 1932年 - 若山弦蔵、声優、ナレーター（+ 2021年）
- 1932年 - オリヴァー・イートン・ウィリアムソン、経済学者
- 1932年 - ガブリエル・ルービエ（英語版）、政治家
- 1933年 - リナ・メディナ、世界最年少で妊娠・出産した女性（+ 2015年）
- 1933年 - グレッグ・モリス、俳優（+ 1996年）
- 1934年 - 安西郷子、女優（+ 2002年）
- 1934年 - 足木敏郎、元プロ野球選手（+ 2022年）
- 1934年 - ウィルフォード・ブリムリー、俳優（+ 2020年）
- 1936年 - 田向正健、脚本家（+ 2010年）
- 1937年 - ワシーリー・ドゥルディネッツ（英語版）、政治家、第8代ウクライナ首相
- 1938年 - ジャン＝ルー・ダバディ、小説家・ジャーナリスト（+ 2020年）
- 1939年 - キャシー・ウィットワース、プロゴルファー（+ 2022年）
- 1939年 - イシュトヴァーン・コズマ（英語版）、レスリング選手、五輪金メダリスト（+ 1970年）
- 1940年 - ブノニ・ブエイ、自転車競技選手
- 1941年 - 井上善夫、元プロ野球選手（+ 2019年[13]）
- 1941年 - ピーター・ボネッティ（英語版）、サッカー選手（+ 2020年）
- 1942年 - 池田勝、声優、俳優
- 1942年 - ディス・プラン、報道写真家（+ 2008年）
- 1943年 - 味戸ケイコ、イラストレーター、絵本作家
- 1943年 - アメデーオ・ディ・サヴォイア＝アオスタ、クロアチア独立国王位請求者（ズヴォニミル2世）（+ 2021年）
- 1943年 - ランディ・バックマン（英語版）、ギタリスト、歌手、シンガーソングライター
- 1944年 - 辺見庸、小説家、ジャーナリスト
- 1944年 - ゲイリー・サザーランド（英語版）、野球選手
- 1945年 - ミッシャ・ディヒター、ピアニスト
- 1946年 - ニコス・アナスタシアディス、第7代キプロス共和国大統領
- 1947年 - ディック・アドフォカート、サッカー選手
- 1947年 - デニス・ローソン、俳優
- 1947年 - ミートローフ、歌手（+ 2022年）
- 1947年 - リチャード・コート（英語版）、政治家、第26代西オーストラリア州首相
- 1947年 - 星野薫、レーシングドライバー（+ 2022年）
- 1947年 - 安田亘、元陸上競技選手、指導者（+ 2021年）
- 1948年 - 橋本俊明、医師、実業家、メッセージ創業者
- 1948年 - 山崎辰三郎[14]、俳優（前進座）
- 1948年 - A・マルティネス、俳優
- 1949年 - マイク・シュミット、元プロ野球選手
- 1949年 - グラハム・リチャードソン（英語版）、政治家
- 1949年 - ヤン・テイゲン（英語版）、ミュージシャン、コメディアン（+ 2020年）
- 1950年 - 馬場鉄志、フリーアナウンサー
- 1950年 - 細井雄二、漫画家
- 1950年 - ケイリー＝ヒロユキ・タガワ、武道家、俳優
- 1951年 - 有田修三、元プロ野球選手
- 1951年 - 片貝義明、元プロ野球選手
- 1951年 - 大杉漣、俳優（+ 2018年）
- 1951年 - ジェフ・ギャロップ（英語版）、第27代西オーストラリア州首相
- 1952年 - 星野道夫、写真家（+ 1996年）
- 1952年 - ドゥミトール・プルナリウ、宇宙飛行士
- 1953年 - ダイアン・アボット（英語版）、政治家
- 1953年 - マーター・アムリターナンダマイー、霊性の指導者
- 1953年 - クラウディオ・ジェンティーレ、サッカー選手
- 1954年 - 宮田典計、元プロ野球選手
- 1954年 - ドミトリー・シトコヴェツキー、ヴァイオリニスト、指揮者
- 1954年 - ラリー・ウォール、プログラマ、言語学者、文筆家
- 1955年 - 今野敏、小説家
- 1955年 - 時田陽充、プロゴルファー
- 1956年 - スティーブ・アーチボルド、サッカー選手
- 1956年 - パスカル・シモン（英語版）、元自転車競技選手
- 1957年 - 室山真理子、漫画家
- 1957年 - ピーター・セラーズ、演出家
- 1957年 - 大川章、元プロ野球選手
- 1958年 - 丸尾みほ、脚本家
- 1958年 - アーヴィン・ウェルシュ、作家
- 1958年 - カルメン・セルデイラ（英語版）、政治家（+ 2007年）
- 1959年 - 林誠人、脚本家
- 1959年 - ベス・ハイデン、スピードスケート・クロスカントリー選手
- 1960年 - 松永浩美、元プロ野球選手
- 1960年 - ジャン＝マルク・バール、俳優
- 1961年 - 谷川貞治、K-1イベントプロデューサー
- 1961年 - アンディ・ラウ（劉徳華）、映画俳優、歌手
- 1961年 - 新房昭之、アニメ監督
- 1961年 - 中村美紀、キーボーディスト（SHOW-YA）
- 1961年 - 小林敦美、元プロ野球選手
- 1962年 - 塩谷賢、哲学者
- 1962年 - 島田智哉子、政治家
- 1962年 - 池田成志、俳優、声優
- 1962年 - ドン・シュルジー、元プロ野球選手
- 1962年 - 横関敦、ギタリスト、作曲家
- 1963年 - 大村芳昭、法学者
- 1963年 - 榎戸洋司、アニメ脚本家、小説家
- 1964年 - 川相昌弘、元プロ野球選手
- 1964年 - 岸谷五朗、俳優
- 1965年 - ロバート・ボールドウィン、タレント（+ 2024年）
- 1966年 - 石高澄恵、将棋棋士
- 1966年 - 加藤大騎、俳優
- 1966年 - 四條稔、元プロ野球選手
- 1969年 - 松本好二、元プロボクサー
- 1969年 - 西岡洋、元プロ野球選手
- 1970年 - 羽生善治、将棋棋士
- 1970年 - 八嶋智人、俳優
- 1970年 - タマラ・テイラー、女優
- 1971年 - 彩月、シンガーソングライター
- 1971年 - 坂本太郎、漫画家
- 1971年 - 小野寺在二郎、元プロ野球選手
- 1972年 - 小橋亜樹、タレント、ラジオパーソナリティ、歌手
- 1972年 - 飯塚治、アナウンサー
- 1972年 - グウィネス・パルトロー、女優、歌手
- 1973年 - 益田大介、元プロ野球選手
- 1973年 - 喜山茂雄、俳優
- 1974年 - 阿曽山大噴火、お笑いタレント
- 1974年 - 佐藤尽、元サッカー選手、指導者
- 1975年 - 今立進、お笑いタレント（エレキコミック）
- 1975年 - 大路恵美、女優
- 1976年 - ディオニス・セサル、元プロ野球選手
- 1976年 - フランチェスコ・トッティ、サッカー選手
- 1976年 - 山崎聡子、東海ラジオアナウンサー
- 1977年 - ビセンテ・パディーヤ、元プロ野球選手
- 1977年 - なべくらみほ、アナウンサー
- 1978年 - 有銘兼久、元プロ野球選手
- 1978年 - ジョン・ラウシュ、プロ野球選手
- 1979年 - 小野伸二、元サッカー選手
- 1979年 - 岸本一馬、元バレーボール選手
- 1979年 - 石川末廣、元陸上競技選手
- 1980年 - 朝青龍明徳、実業家、元大相撲第68代横綱
- 1980年 - 二階堂瑠美、プロ雀士
- 1980年 - 堀川由理、歌手
- 1980年 - きむ、詩人
- 1980年 - 橋本直、お笑いタレント（銀シャリ）
- 1981年 - 古閑陽子、元アナウンサー
- 1981年 - ビンス・パーキンス、プロ野球選手
- 1982年 - 中田敦彦、お笑いタレント（オリエンタルラジオ）
- 1982年 - さとうユーキ、漫画家
- 1982年 - リル・ウェイン、ラッパー
- 1983年 - 萩美香、タレント
- 1984年 - アヴリル・ラヴィーン、歌手
- 1984年 - 山口美沙、タレント
- 1984年 - 竹井美咲、元タレント
- 1984年 - 永井怜、元プロ野球選手
- 1984年 - ワウテル・ウェイラント、自転車競技選手（+ 2011年）
- 1984年 - ジョン・ラナン、元プロ野球選手
- 1985年 - 岡本洋介、元プロ野球選手
- 1986年 - 下田屋有依、声優
- 1986年 - 三浦憲高、ラジオディレクター
- 1986年 - 結海、シンガーソングライター
- 1986年 - 古野正人、元プロ野球選手
- 1986年 - マット・シューメイカー、プロ野球選手
- 1987年 - ヴァネッサ・ジェームス、フィギュアスケート選手
- 1987年 - グラント・グリーン、元プロ野球選手
- 1987年 - デビッド・ヘイル、プロ野球選手
- 1988年 - 小口ひとみ、アナウンサー、女優
- 1989年 - にわみきほ、歌手、モデル（キャナァーリ倶楽部）
- 1989年 - 大久保瑠美、声優
- 1989年 - 三橋聡恵、元バレーボール選手
- 1989年 - 中村憲、元プロ野球選手
- 1990年 - 中島依美、サッカー選手
- 1990年 - ジャメイン・コットン、プロ野球選手
- 1990年 - フレデリック・ビュロ、サッカー選手
- 1990年 - アンドレ・フェリペ・リベイロ・デ・ソウザ、サッカー選手
- 1990年 - 糸永有希、熊本放送（RKK）アナウンサー
- 1991年 - 横山ルリカ、タレント、アイドル（元アイドリング!!!9号）
- 1991年 - 内田理央、タレント、女優、ファッションモデル、グラビアアイドル
- 1991年 - シモナ・ハレプ、テニス選手
- 1991年 - トーマス・マン、俳優
- 1991年 - カミヤサキ、アイドル（元GANG PARADE）
- 1992年 - 根岸愛、アイドル（元PASSPO☆）
- 1992年 - ナナホシ管弦楽団、ミュージシャン
- 1993年 - 長井短、モデル、女優
- 1993年 - 高悠也、ラグビー選手
- 1994年 - 竹安大知、プロ野球選手
- 1994年 - 小笠原海、俳優、モデル、ダンサー（超特急）
- 1994年 - サムエル・アダメス、プロ野球選手
- 1994年 - 橋口拓哉、元サッカー選手
- 1995年 - クォン・ウンビ、アイドル（元IZ*ONE、元Ye-A）
- 1995年 - syudou、シンガーソングライター、ボカロP
- 1995年 - 西岡良仁、テニス選手
- 1995年 - 花田優一、タレント、靴職人
- 1997年 - 白波瀬海来、タレント、女優、モデル、プロボディボーダー
- 1997年 - 汐入あすか、声優
- 1997年 - 福森耀真、元プロ野球選手
- 1998年 - 高橋昂也、プロ野球選手
- 2001年 - 中村麗乃、アイドル（乃木坂46）
- 2001年 - 結那、女優、モデル、声優
- 2001年 - 宮里優吾、プロ野球選手
- 2002年 - ジェナ・オルテガ、女優
- 2003年 - 髙橋未来虹、アイドル（日向坂46）
- 2004年 - 中島瞳、競輪選手
- 2005年 - 幸澤沙良、女優
- 2005年 - オスカル・ペレア、サッカー選手
- 生年不詳 - 橋本侑季、女優
- 生年不詳 - ハシヤスメ・アツコ、タレント、アイドル（元BiSH）
- 生年不詳 - 阿部道子、声優
- 生年不詳 - 種﨑敦美[15]、声優
- 生年不詳 - 葉山達也、声優
- 生年不詳 - 伊藤真美、漫画家
- 生年不詳 - 桃山ひなせ、漫画家、イラストレーター
- 生年不詳 - 吉永ゆう、漫画家

## 忌日

### 人物

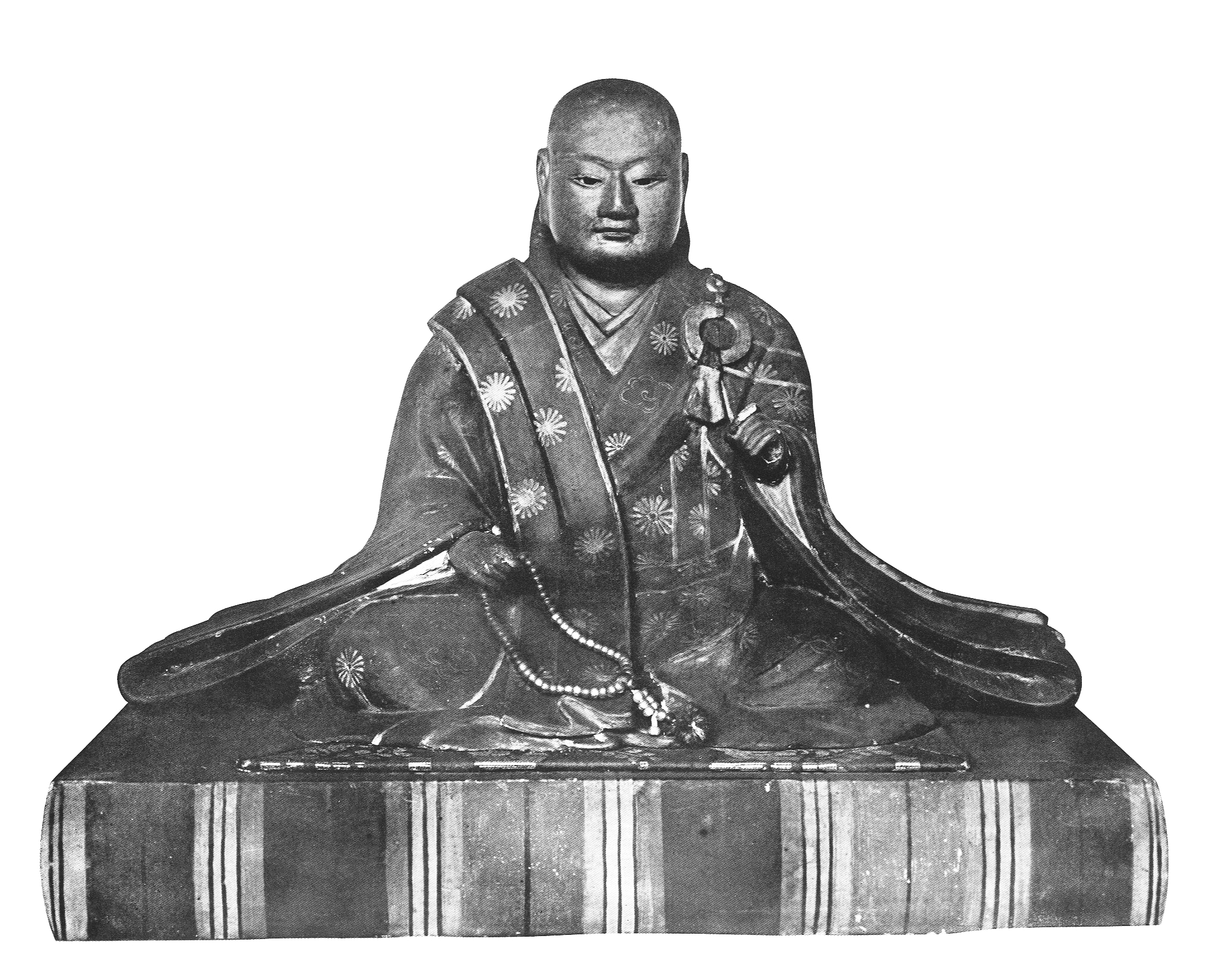
戦国時代に在位した後奈良天皇(1497-1557)崩御。

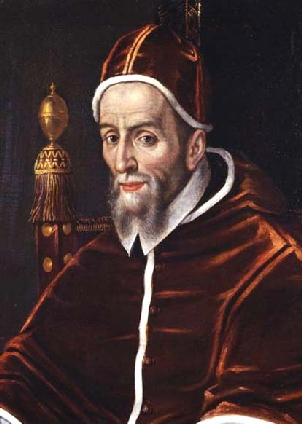
ローマ教皇ウルバヌス7世(1839-1867)病没。在位2週間足らずという歴代教皇のなかで最も短命だった。

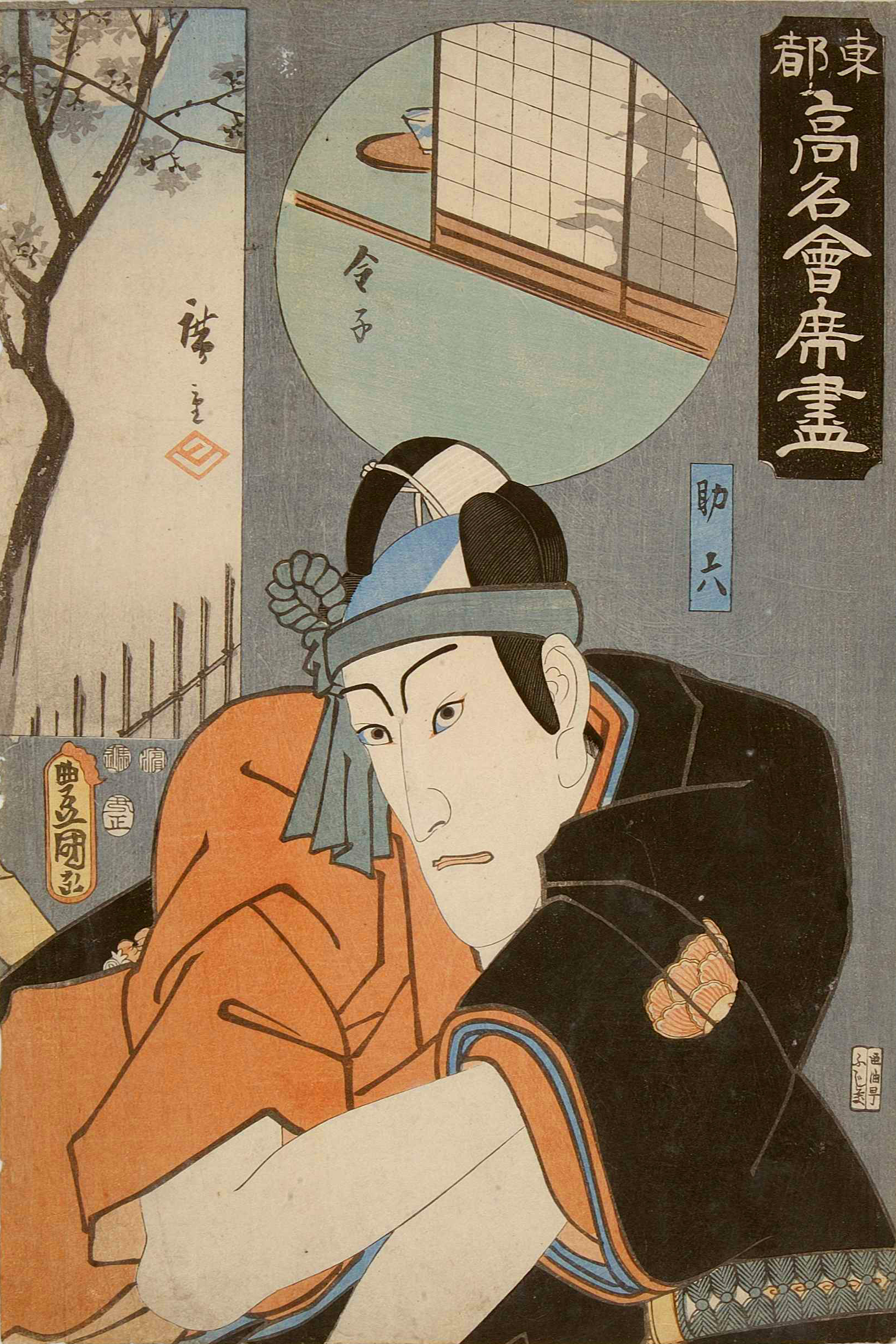
八代目 市川團十郎(1823-1854)自殺。

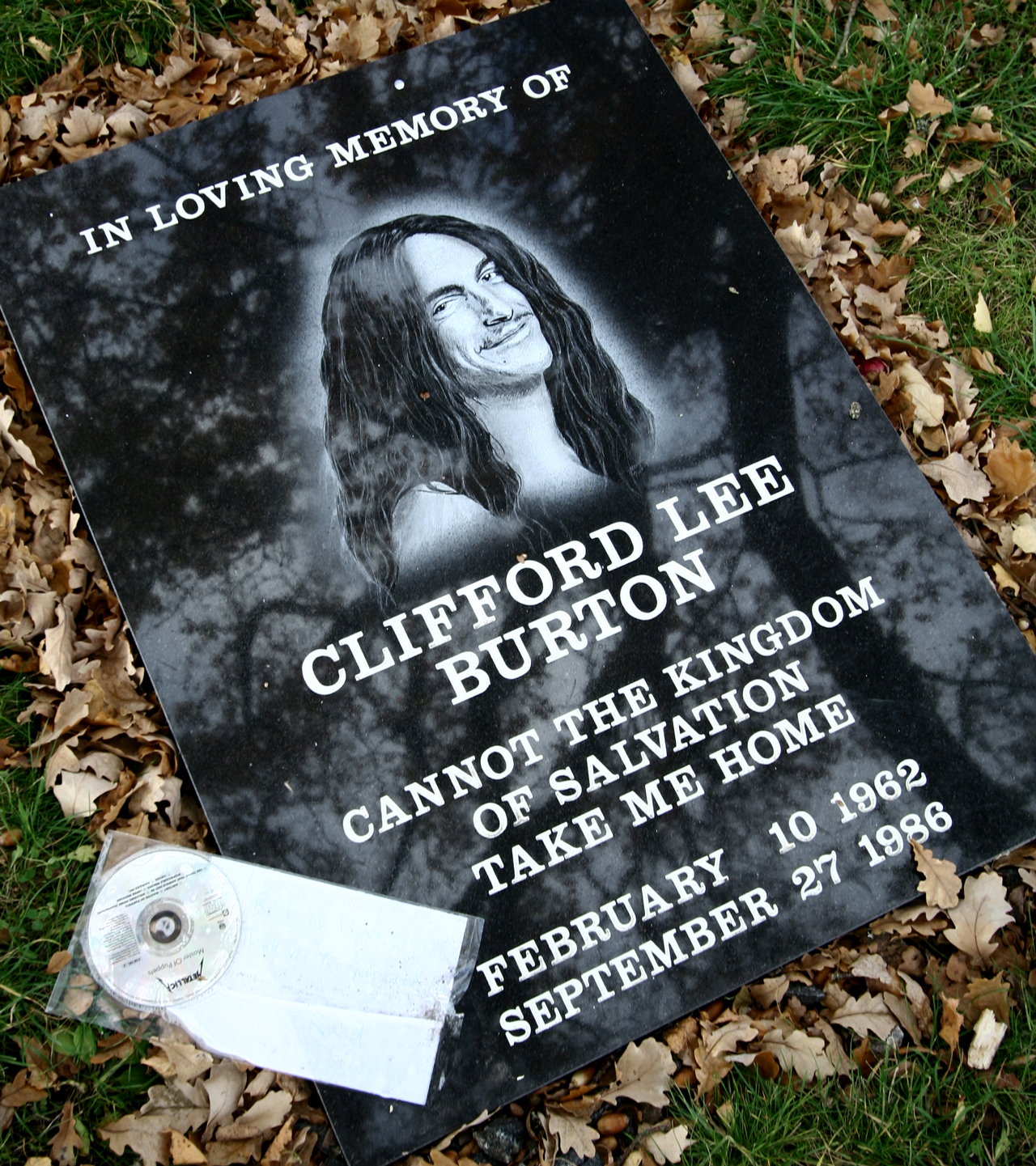
メタリカのベーシスト、クリフ・バートン(1962-1986)交通事故死。画像はファンによって事故現場付近に建てられたモニュメント。

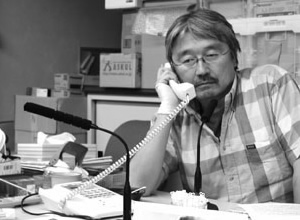
ジャーナリスト、長井健司(1957-2007)、ヤンゴンの反政府デモを取材中、狙撃される。

- 1536年 - フェリーチェ・デッラ・ローヴェレ、ローマ教皇ユリウス2世の庶出の娘（* 1483年頃）
- 1557年（弘治3年9月5日） - 後奈良天皇、第105代天皇（* 1497年）
- 1590年 - ウルバヌス7世[16]、第228代ローマ教皇（* 1521年）
- 1649年 - ベレロフォンテ・カスタルディ、作曲家、リュート奏者（* 1580年頃）
- 1651年 - マクシミリアン1世、バイエルン選帝侯（* 1573年）
- 1700年 - インノケンティウス12世[17]、第242代ローマ教皇（* 1615年）
- 1735年 - ピーター・アルテディ（英語版）、博物学者、魚類学者（* 1705年）
- 1731年（享保16年8月27日） - 松平宣維、第5代松江藩主（* 1698年）
- 1782年（天明2年8月21日） - 黒田治高、第8代福岡藩主（* 1754年）
- 1783年 - エティエンヌ・ベズー、数学者（* 1730年）
- 1800年 - ヤサント・ジャダン、作曲家（* 1776年）
- 1838年 - ベルナール・クールトア、化学者（* 1777年）
- 1854年（嘉永7年8月6日） - 市川團十郎 (8代目)、歌舞伎役者（* 1823年）
- 1891年 - イワン・ゴンチャロフ、小説家（* 1812年）
- 1910年 - 高木文平、殖産家、教育者、京都商工会議所初代会長（* 1843年）
- 1917年 - エドガー・ドガ、画家（* 1834年）
- 1921年 - エンゲルベルト・フンパーディンク、作曲家（* 1854年）
- 1934年 - ポール・アルベール・ローランス、画家（* 1870年）
- 1937年 - 高松豊吉、科学者、元東京ガス社長（* 1852年）
- 1940年 - ユリウス・ワーグナー＝ヤウレック、内科医（* 1857年）
- 1944年 - アリスティド・マイヨール、彫刻家、画家（* 1861年）
- 1944年 - セルゲイ・プロクジン＝ゴルスキー、写真家（* 1863年）
- 1945年 - 月田一郎、俳優（* 1909年）
- 1949年 - 小寺謙吉、政治家、学校経営者、三田中学（現三田学園中学校・高等学校）設立者、第11代神戸市長（* 1877年）
- 1956年 - リュシアン・フェーヴル、歴史学者（* 1878年）
- 1956年 - ジェラルド・フィンジ、作曲家（* 1901年）
- 1956年 - ベーブ・ディドリクソン＝ザハリアス、陸上競技選手、ゴルファー、1932年ロサンゼルス五輪金メダリスト（* 1911年）
- 1957年 - ニコライ・リグ（英語版）、経済学者、元ノルウェー中央銀行総裁（* 1872年）
- 1960年 - ヘルマン・ノール、哲学者、教育学者（* 1879年）
- 1964年 - カール・ツェナー（英語版）、知覚心理学者（* 1964年）
- 1965年 - クララ・ボウ、女優（* 1905年）
- 1968年 - 館哲二、官僚、政治家、第27代鳥取県知事、第32代石川県知事、神社局長、第31代東京府知事（* 1889年）
- 1968年 - ウィリアム・ヒューム＝ロザリー、冶金学者（* 1899年）
- 1969年 - 内藤克俊、レスリング選手（* 1895年）
- 1969年 - 畑良一、実業家、、元野崎産業（現 JFE商事）社長（* 1903年）
- 1970年 - 福田豊四郎、日本画家 （* 1904年）
- 1972年 - ランガナタン、数学者、図書館学者（* 1892年）
- 1977年 - 入鹿山且朗、医学者、衛生学者、熊本大学名誉教授（* 1906年）
- 1977年 - ジョック・ハッチソン（英語版）、プロゴルファー（* 1884年）
- 1978年 - 加藤勘十、政治家、労働運動家 （* 1892年）
- 1978年 - 秋山國三、歴史学者（* 1907年）
- 1978年 - 市川翠扇 (3代目)、女優（* 1913年）
- 1981年 - 尾形藤吉、調教師、騎手（* 1892年）
- 1981年 - ロバート・モンゴメリー、俳優、映画監督、映画プロデューサー（* 1904年）
- 1983年 - ウィルフレッド・バーチェット、ジャーナリスト（* 1911年）
- 1985年 - 大友柳太朗、俳優（* 1912年）
- 1985年 - ジョージ・フィリップ・ウェルズ、動物学者（* 1901年）
- 1986年 - クリフ・バートン、ミュージシャン（* 1962年）
- 1986年 - 中原宏、元プロ野球選手（* 1923年）
- 1987年 - 玉乃海太三郎、大相撲力士（* 1923年）
- 1988年 - 皇至道、教育学者 （* 1899年）
- 1989年 - 谷川徹三、哲学者 （* 1895年）
- 1989年 - 岩崎嘉一[18]、テレビディレクター（* 1929年）
- 1991年 - 渡辺哲也、実業家、元九州電力社長（* 1923年）
- 1991年 - 有馬昌彦、俳優（* 1925年）
- 1992年 - 張楽平、漫画家（* 1910年）
- 1993年 - ジミー・ドーリットル、アメリカ陸軍の中将（* 1896年）
- 1996年 - 阿部なを、料理研究家（* 1911年）
- 1996年 - ムハンマド・ナジーブッラー、元アフガニスタン大統領（* 1947年）
- 1997年 - ワルター・トランプラー、ヴィオラ奏者（* 1915年）
- 1999年 - 松宮一彦、アナウンサー（* 1953年）
- 2001年 - 十時啓視、元プロ野球選手（* 1936年）
- 2002年 - デビッド・グレンジャー、元ボブスレー選手、セント・ジョン・ザ・ディヴァイン大聖堂理事（* 1903年）
- 2002年 - 藤田静夫、元サッカー選手、第6代日本サッカー協会会長（* 1911年）
- 2003年 - ドナルド・オコーナー、俳優、コメディアン（* 1925年）
- 2003年 - 吉村昌弘、元競泳選手（* 1936年）
- 2004年 - 森村桂、小説家（* 1940年）
- 2005年 - 渡辺宏、実業家、元東京ガス社長 （* 1923年）
- 2006年 - 佐藤俊一、実業家、新潮社相談役（* 1932年）
- 2006年 - 折田至、映画監督、演出家、テレビプロデューサー、UFO研究家、発明家（* 1934年）
- 2006年 - 能見俊賢、作家（* 1948年）
- 2007年 - デイル・ヒューストン、スワンプ・ポップ歌手（デイル&グレイス）（* 1940年）
- 2007年 - 長井健司、ジャーナリスト、報道写真家（* 1957年）
- 2008年 - ポール・ニューマン、俳優、映画監督（* 1925年）
- 2009年 - ドナル・マクラフリン、建築家（* 1907年）
- 2009年 - チャールズ・スニード・ヒューストン（英語版）、医師、登山家、作家（* 1913年）
- 2009年 - ウィリアム・サファイア、ジャーナリスト（* 1929年）
- 2009年 - 永井秀樹、オートレース選手（* 1973年）
- 2010年 - 小林司、精神科医、作家（* 1929年)
- 2010年 - サリー・メンケ、編集技師（* 1953年)
- 2012年 - ハーバート・ロム、俳優（* 1917年）
- 2012年 - 星野英一、法学者、東京大学名誉教授（* 1926年）
- 2012年 - 大國昌彦、実業家、元王子製紙社長（* 1929年）
- 2012年 - アレクサンドル・ゴレリク、元フィギュアスケート選手（* 1945年）
- 2014年 - ギャビー・アギョン、実業家、ファッションデザイナー、クロエ創業者（* 1921年）
- 2014年 - 大内脩吉、実業家、元日本農薬社長（* 1941年）
- 2015年 - ジョン・ギラーミン、映画監督（* 1925年）
- 2015年 - 石井連藏、アマチュア野球指導者（* 1932年）
- 2015年 - ウィルトン・フェルダー、ジャズサックス奏者（* 1940年）
- 2016年 - 大塚公[19]、実業家、元大塚化学社長（* 1927年）
- 2016年 - 脇田晴子、歴史学者、滋賀県立大学名誉教授（* 1934年）
- 2016年 - テント、漫談家、タレント（* 1951年）
- 2017年 - ハンス・ゲルシュヴィラー、フィギュアスケート選手（* 1920年）
- 2017年 - アン・ジェフリーズ、女優（* 1923年）
- 2017年 - 二代目若柳吉駒、日本舞踊家、直派若柳流理事長（* 1923年）
- 2017年 - ヒュー・ヘフナー、実業家、雑誌『PLAYBOY』発刊者（* 1926年）
- 2017年 - ズザナ・ルージチコヴァー、チェンバロ奏者（* 1927年）
- 2017年 - 小野光子[20]、声楽家（* 1927年）
- 2018年 - ジェームズ・マーチ、社会学者、政治学者、スタンフォード大学名誉教授（* 1928年）
- 2018年 - 志水正義、俳優（* 1958年）
- 2019年 - ジョゼフ・チャールズ・ウィルソン、外交官（* 1949年）
- 2019年 - 室井光広、小説家、文芸評論家（* 1955年）
- 2019年 - 布川弘、歴史学者（* 1958年）
- 2020年 - 井上篤太郎、政治家、東京都羽村市長（* 1929年）
- 2020年 - 富田耕生[21][22]、声優（* 1936年）
- 2020年 - ヴォルフガング・クレメント、政治家（* 1940年）
- 2020年 - 竹内結子、女優（* 1980年）
- 2021年 - イブラヒム・ボムボ・ジョヤ、政治家、王族（* 1937年）
- 2021年 - ロジャー・ハント、サッカー選手（* 1938年）
- 2022年 - ロナルド・ジョーンズ、経済学者（* 1931年）
- 2022年 - 有吉道夫、将棋棋士（* 1935年）
- 2022年 - 江原真二郎、俳優（* 1936年）
- 2022年 - 矢代恒彦、ミュージシャン（パール兄弟）（* 1960年）
- 2023年 - 柳町隆造、生殖生物学者（* 1928年）
- 2023年 - 志村令郎、分子生物学者（* 1932年）
- 2023年 - ジョン・テンボ、政治家（* 1932年）
- 2023年 - 宮田節子、歴史学者（* 1935年）
- 2023年 - マイケル・ガンボン、俳優（* 1940年）
- 2023年 - クリストフ・ツー・シュレースヴィヒ＝ホルシュタイン、貴族（* 1949年）
- 2024年 - マギー・スミス、女優（* 1934年）

### 人物以外（動物など）
- 1998年 - ナリタブライアン、競走馬（* 1991年）

## 記念日・年中行事
- 世界観光の日（ 国際連合）
旧世界観光機関が国連の専門機関UNWTO（国連世界観光機関）となった9月27日を記念し、1979年にUNWTOが制定[23]。
- フランス語共同体の日（英語版）（ ベルギー）
ベルギーの3つの言語共同体のうちの1つフランス語共同体における祝日。
- 女性ドライバーの日（ 日本）
1917年のこの日、栃木県在住の渡辺はま（当時23歳）が自動車運転免許試験に合格し、日本女性初の自動車運転免許証を手にしたことに由来する[24][25]。
- 黄ぶなの日（ 日本）
栃木県宇都宮市の黄ぶな推進協議会が制定。927で「きぶな」の語呂合わせ[26]。